# Chiesa della Sacra Famiglia (Anchorage)
La chiesa della Santa Famiglia è una chiesa cattolica situata ad Anchorage; ha avuto la dignità di cattedrale dal 1966 al 2020.

## Storia
La chiesa, costruita tra il 1914 e il 1915, si trova nel centro cittadino di Anchorage, in Alaska all'angolo tra la Fifth Avenue e l'H Street.
Il Venerdì Santo del 1964, un terremoto di magnitudo 9.2 devastò l'Alaska centro-meridionale. Il delegato apostolico papale visitò Anchorage per valutare i danni e se la città sarebbe potuta divenire centro di maggior crescita spirituale. Nel 1966, la Santa Sede ha eretto l'arcidiocesi di Anchorage e la chiesa della Sacra Famiglia ne è divenuta la cattedrale.
La cattedrale è stata visitata nel 1981 da papa Giovanni Paolo II: le persone ad accoglierlo furono più di 80 000.
Il 19 maggio 2020 papa Francesco ha unito l'arcidiocesi di Anchorage e la diocesi di Juneau con la bolla Demandatum nobis; contestualmente la concattedrale di Nostra Signora di Guadalupe di Anchorage è divenuta cattedrale della nuova circoscrizione ecclesiastica. 

## Galleria d'immagini

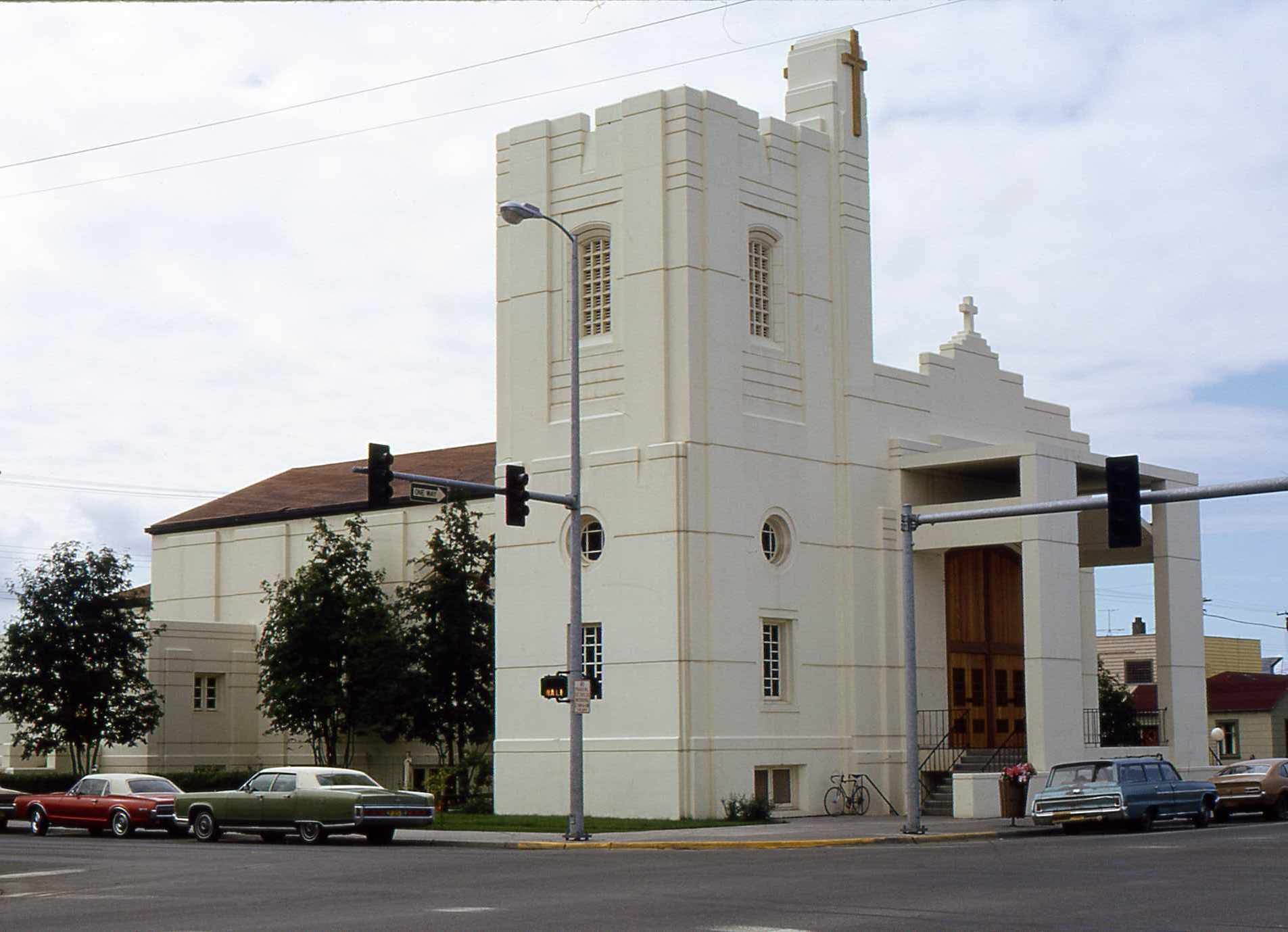
La cattedrale in una foto del 1972
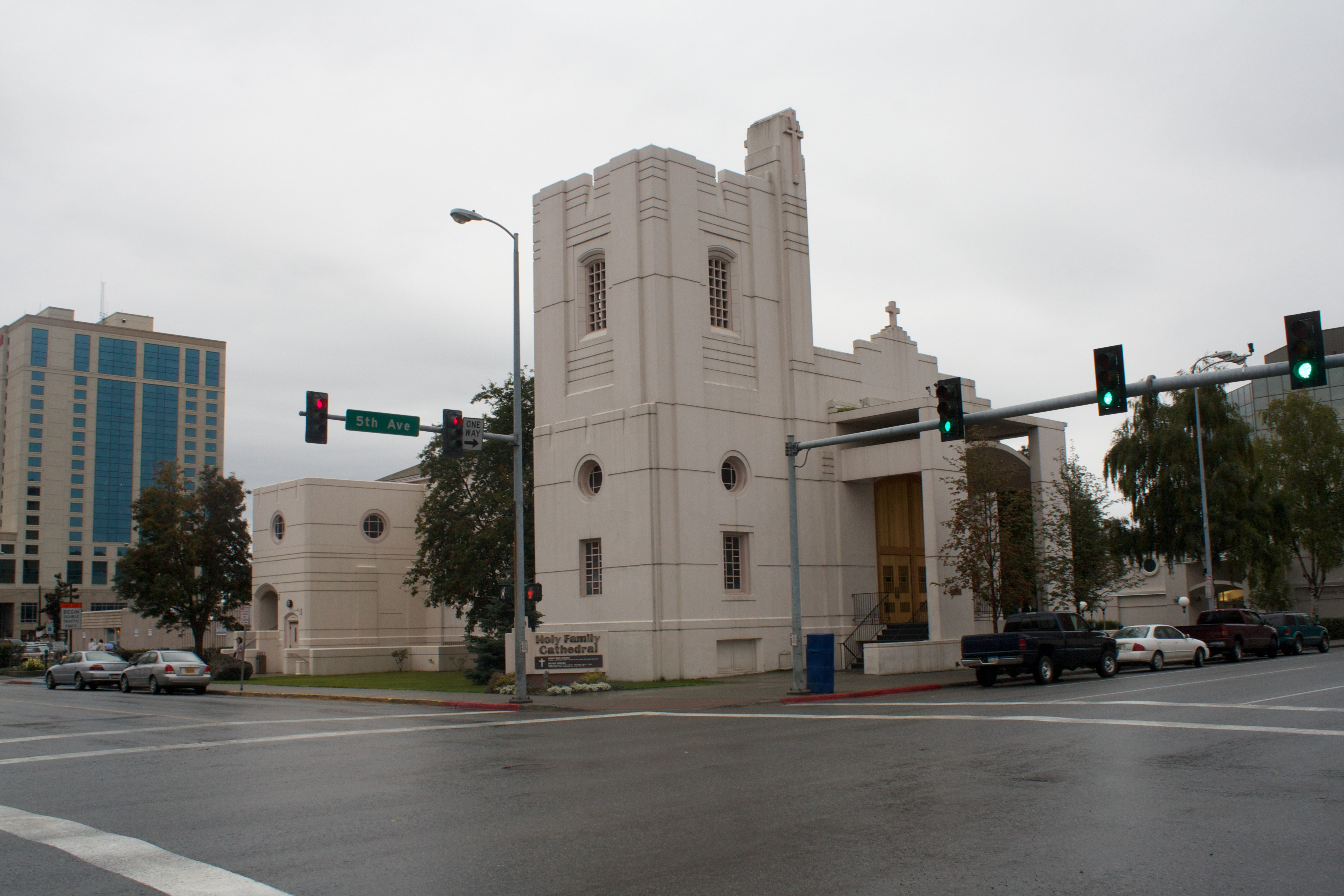
La cattedrale vista dall'esterno